# Dorcadion tianshanskii
Dorcadion tianshanskii es una especie de escarabajo longicornio de la subfamilia Lamiinae. Fue descrita científicamente por Suvorov en 1910.
Se distribuye por Kazajistán. Mide 15,5-25 milímetros de longitud. El período de vuelo ocurre en los meses de abril y mayo.